# ماساکو ساتو
ماساکو ساتو (انگلیسی: Masako Sato؛ زادهٔ ۲۷ نوامبر ۱۹۸۷) بازیکن هاکی روی چمن زن اهل ژاپن است.